# Opisthokonta
Die Opisthokonta (griechisch für „Hinterpolige“, wegen der Position der Geißel) sind eine der Gruppen von Eukaryoten, also Lebewesen mit Zellkernen. Zu ihnen gehören vor allem die Vielzelligen Tiere (Metazoa) und die Pilze (Fungi) sowie einige Gruppen einzelliger Organismen.

## Begriff
Erstbeschrieben wurde das Taxon 1987 von Thomas Cavalier-Smith; der Name wurde vorher einige Male von diesem Autor (gemeinsam mit Ema Chao) erwähnt, aber nicht formal beschrieben. Vorher (1956) wurde er schon einmal von Herbert Copeland  als Name für die Chytridiomycetes im weiteren Sinne verwendet. Im Jahr 2005 wurde er von einer Arbeitsgruppe (Adl und Kollegen) in ihr Referenzwerk für die Phylogenie der Eukaryoten, das weithin als Standardwerk akzeptiert ist, übernommen.

## Merkmale
Die Opisthokonta sind morphologisch und in ihrer Lebensweise sehr vielfältig und haben kaum gemeinsame Merkmale. Neben den Tieren und Pilzen umfassen sie auch Flagellaten wie die Kragengeißeltierchen und Amöben. Nach einer Kurzbeschreibung von Adl et al. haben die Opisthokonta zumindest in einem Entwicklungsstadium  typischerweise Zellen mit einem einzelnen posterior liegenden Cilium ohne Mastigonemata, das allerdings auch sekundär verloren gegangen sein kann. Außerdem besitzen die Zellen ein Paar Kinetosomen oder Zentriolen, die abgewandelt sein können.
Die eine namensgebende Geißel am Hinterende ist ein evolutionäres Merkmal, das die Opisthokonta von anderen Lebewesen unterscheidet, bei denen zusätzlich noch eine oder mehrere Geißeln am Vorderende sitzen, die aber in der Stammlinie zu den Opisthokonta verloren gegangen sind. Innerhalb der Opisthokonta wurde diese letzte Geißel dann in mindestens vier Abstammungslinien rückgebildet, nämlich einerseits bei Dikarya und Rotosphaerida (aus der Opisthokonta-Gruppe der Nucletmycea) und andererseits bei Ichthyophonida und Capsaspora (aus den Holozoa). Die Geißel fehlt also bei den meisten Pilzen mit Ausnahme der Flagellatenpilze, zu denen die Töpfchenpilze (Chytridiomycota) und die Blastocladiomycota gehören.
Ein ursprüngliches Merkmal ist auch die Bildung von Chitin und damit das Vorhandensein von Chitinkinasen.

## Systematik

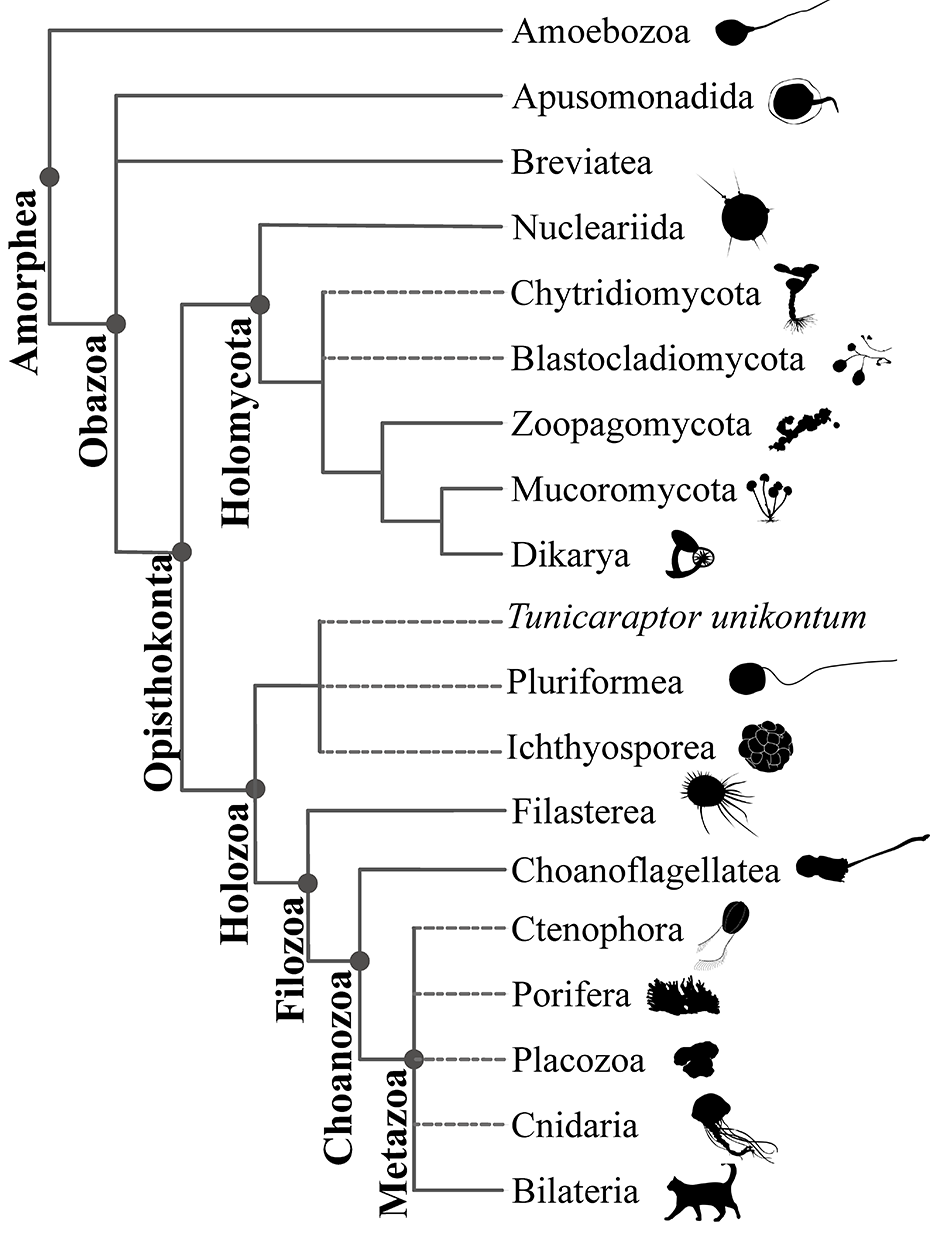
Detaillierter phylogenetischer Baum der Opisthokonta (2024)

Die Schubgeißler (Opisthokonta) gliedern sich in die beiden Gruppen der Nucletmycea und der Holozoa. Erstere bergen in sich die Rotosphaerida und die Pilze (Fungi). Letztere umfassen die Kladen der Teretosporea und der Filozoa. In jenes zweite Monophylum werden neben den Filasterea die Choanozoa gestellt, zu denen Kragengeißeltierchen (Choanoflagellata) und Tiere (Metazoa) gehören.
|  | Rotosphaerida |
|  |               |
|  | Fungi         |
|  |               |

|  | Teretosporea |
|  |              |
|  | Filozoa      |
|  |              |

|  | Rotosphaerida |
|  |               |
|  | Fungi         |
|  |               |

|  | Teretosporea |
|  |              |
|  | Filozoa      |
|  |              |

|  | Rotosphaerida |
|  |               |
|  | Fungi         |
|  |               |

|  | Teretosporea |
|  |              |
|  | Filozoa      |
|  |              |

|  | Rotosphaerida |
|  |               |
|  | Fungi         |
|  |               |

|  | Teretosporea |
|  |              |
|  | Filozoa      |
|  |              |

## Nachweise
1. 1 2  Adl SM, Simpson AGB, Farmer MA, Andersen RA, Anderson OR, Barta JA, Bowser SS, Bragerolle G, Fensome RA, Fredericq S, James TY, Karpov S, Kugrens P, Krug J, Lane CE, Lewis LA, Lodge J, Lynn DH, Mann DG, McCourt RM, Mendoza L, Moestrup Ø, Mozley-Standridge SE, Nerad TA, Shearer CA, Smirnov AV, Spiegel FW, Taylor MFJR: The New Higher Level Classification of Eukaryotes with Emphasis on the Taxonomy of Protists. In: Journal of Eukaryotic Microbiology. 52. Jahrgang, 2005, S. 399–451, PMID 16248873.
2. ↑  Adl, S. M., Simpson, A. G. B., Lane, C. E., Lukeš, J., Bass, D., Bowser, S. S., Brown, M. W., Burki, F., Dunthorn, M., Hampl, V., Heiss, A., Hoppenrath, M., Lara, E., le Gall, L., Lynn, D. H., McManus, H., Mitchell, E. A. D., Mozley-Stanridge, S. E., Parfrey, L. W., Pawlowski, J., Rueckert, S., Shadwick, L., Schoch, C. L., Smirnov, A. and Spiegel, F. W.: The Revised Classification of Eukaryotes. Journal of Eukaryotic Microbiology, 59: 429–514, 2012, PDF Online
3. ↑  Thomas Cavalier-Smith, Ema E. Chao, Elizabeth A. Snell, Cédric Berney, Anna Maria Fiore-Donno, Rhodri Lewis: Multigene eukaryote phylogeny reveals the likely protozoan ancestors of opisthokonts (animals, fungi, choanozoans) and Amoebozoa. Molecular Phylogenetics and Evolution 81, 2014; S. 71–85. doi:10.1016/j.ympev.2014.08.012
4. 1 2  Guifré Torruella, Alex de Mendoza, Xavier Grau-Bové, Meritxell Antó, Mark A. Chaplin, Javier del Campo, Laura Eme, Gregorio Pérez-Cordón, Christopher M. Whipps, Krista M. Nichols, Richard Paley, Andrew J. Roger, Ariadna Sitjà-Bobadilla, Stuart Donachie, Iñaki Ruiz-Trillo: Phylogenomics Reveals Convergent Evolution of Lifestyles in Close Relatives of Animals and Fungi. Current Biology 25, 2015; S. 2404–2410. doi:10.1016/j.cub.2015.07.053
5. ↑  Jane Reece & al.: Campbell Biologie. 10. Aufl., Pearson, Hallbergmoos 2016, S. 858f.
6. ↑  Salma Sana, Emilie A. Hardouin, Richard Paley, Tiantian Zhang, Demetra Andreou: The complete mitochondrial genome of a parasite at the animal-fungal boundary. In: Parasites & Vectors. Band 13, 2020, Artikel-Nr. 81, S. 2.
7. ↑  Sina M. Adl, David Bass, Christopher E. Lane, Julius Lukes, Conrad L. Schoch, Alexey Smirnov, Sabine Agatha, Cedric Berney, Matthew W. Brown, Fabien Burki, Paco Cárdenas, Ivan Cepicka, Lyudmila Chistyakova, Javier del Campo, Micah Dunthorn, Bente Edvardsen, Yana Eglit, Laure Guillou, Vladimír Hampl, Aaron A. Heiss, Mona Hoppenrath, Timothy Y. James, Anna Karnkowska, Sergey Karpov, Eunsoo Kim, Martin Kolisko, Alexander Kudryavtsev, Daniel J.G. Lahr, Enrique Lara, Line Le Gall, Denis H. Lynn, David G. Mann, Ramon Massana, Edward A.D. Mitchell, Christine Morrow, Jong Soo Park, Jan W. Pawlowski, Martha J. Powell, Daniel J. Richter, Sonja Rueckert, Lora Shadwick, Satoshi Shimano, Frederick W. Spiegel, Guifré Torruella, Noha Youssef, Vasily Zlatogursky, Qianqian Zhang: Revisions to the Classification, Nomenclature, and Diversity of Eukaryotes. In: Journal of Eukaryotic Microbiology. Band 66, 2019, S. 7, 19, 20, 22, 23.
8. ↑  Kamran Shalchian-Tabrizi, Marianne A. Minge, Mari Espelund, Russell Orr, Torgeir Ruden, Kjetill S. Jakobsen, Thomas Cavalier-Smith: Multigene Phylogeny of Choanozoa and the Origin of Animals. In: PLoS ONE. Band 3, 2008, e2098, S. 5.